# 基礎擴展時頻分析
無論是傅里叶级数，小波分析，或是其他的基礎，在單個基礎上的線性擴展都是不足的。傅立葉基礎在時域上提供了很弱的表現，小波不能很好地適應於具有窄高頻的傅立葉轉換。在這兩種情況下，都很難從其擴展係數中偵測和識別出信號的模樣，因為訊號在整個基礎上是被稀釋。因此，我們必須用大量的傅立葉基礎或是小波來表示具有些微誤差的整個訊號。在參考文獻中提出了一些匹配追蹤算法，已在給定基礎量時使誤差最小化。

## 特性
在傅里叶级数，
{\displaystyle x(t)\approx \sum _{m=1}^{M}a_{m}\cdot e^{j2\pi mt/T}}
{\displaystyle a_{m}=\int _{0}^{T}x(t)e^{-j2\pi mt/T}dt={\frac {\langle x(t),\varphi _{m}^{*}(t)\rangle }{\langle \varphi _{m}(t),\varphi _{m}^{*}(t)\rangle }}}
在部分的時頻分析也是意圖要將訊號表示成如下的型態
{\displaystyle x(t)\approx \sum _{m=1}^{M}a_{m}\cdot \varphi _{m}(t)}
其中，{\displaystyle \varphi _{m}(t)=e^{j2\pi f_{m}t}}，{\displaystyle f_{m}=m/T}
並且要求在M固定的情況下，將會最小化近似誤差
{\displaystyle error=\int _{-\infty }^{\infty }|x(t)-\sum _{m=1}^{M}a_{m}\cdot \varphi _{m}(t)|^{2}dt}
將{\displaystyle \varphi _{m}(t)} 一般化，不同的 basis 之間不只是有頻率的差異

## 範例

### Three-parameter atoms
{\displaystyle x(t)\approx \sum a_{t_{0},f_{0},\sigma }\cdot \varphi _{t_{0},f_{0},\sigma }(t)}
{\displaystyle \varphi _{t_{0},f_{0},\sigma }(t)={\frac {2^{0.25}}{\sigma ^{0.5}}}e^{j2\pi f_{0}t-\pi (t-t_{0})^{2}/\sigma ^{2}}}
當  {\displaystyle \varphi _{t_{0},f_{0},\sigma }} 不是正交，{\displaystyle a_{t_{0},f_{0},\sigma }} 應該被匹配追求過程來決定
三個參數如下：
{\displaystyle t_{0}} 控制時間軸上的中心位置
{\displaystyle f_{0}} 控制頻率軸上的中心位置
{\displaystyle \sigma } 控制縮放的因子

### Four-parameter atoms (線調頻小波 chirplet)
{\displaystyle x(t)\approx \sum a_{t_{0},f_{0},\sigma ,\eta }\cdot \varphi _{t_{0},f_{0},\sigma ,\eta }(t)}
{\displaystyle \varphi _{t_{0},f_{0},\sigma ,\eta }(t)={\frac {2^{0.25}}{\sigma ^{0.5}}}e^{j2\pi (f_{0}t+\eta /2t^{2})-\pi (t-t_{0})^{2}/\sigma ^{2}}}
四個參數如下：
{\displaystyle t_{0}} 控制時間軸上的中心位置
{\displaystyle f_{0}} 控制頻率軸上的中心位置
{\displaystyle \sigma } 控制縮放的因子
{\displaystyle \eta } 控制啁啾率
在不同的基礎的短時距傅立葉轉換

### 長球波函數(PSWF)
{\displaystyle x(t)\approxeq \sum _{n,T,\Omega ,t_{0},f_{0}}a_{n,T,\Omega ,t_{0},f_{0}}\psi _{n,T,\Omega }(t-t_{0})e^{j2\pi f_{0}t}}